# Ritratto di una disciplinatrice
Ritratto di una disciplinatrice (Portrait of a Disciplinarian) è un racconto dello scrittore inglese P. G. Wodehouse, pubblicato per la prima volta in volume nel 1927 nella raccolta di racconti Meet Mr Mulliner (in italiano: Mister Mulliner).

## Trama
Mr. Mulliner ritorna al club Anglers' Rest (Il riposo dei Pescatori) dopo qualche giorno di assenza per essersi recato a far visita alla propria vecchia governante. Per Mr Mulliner, recarsi in visita dalle vecchie governanti non è mai un compito gradevole: costoro vedono sempre il loro antico pupillo, ormai in età adulta o anziana, come se fosse ancora un bambino.
Mr. Mulliner racconta poi la vicenda esemplare di suo nipote Frederick costretto dal fratello maggiore George a recarsi in visita alla sua vecchia governante Wilks. Giunto a casa della governante, Frederick vi trova anche Jane Oliphant, la sua ex fidanzata la quale un anno prima lo piantò senza spiegazioni per fidanzarsi con un altro. Spetta alla vecchia governante riappacificare i due antichi fidanzati dopo averli chiusi entrambi per punizione in un armadio buio: il signorino Frederick per essersi rifiutato di baciare la signorina Jane, e la signorina Jane perché, dimenticando dove si trovava, aveva distrattamente acceso una sigaretta.

## Edizioni
Il racconto è stato pubblicato per la prima volta negli Stati Uniti sulla rivista Liberty del 24 settembre 1927 e pochi giorni dopo sul mensile britannico The Strand Magazine dell'ottobre 1927.
- P. G. Wodehouse, Portrait of a Disciplinarian. In: Meet Mr Mulliner, London: Herbert Jenkins, 1927[3]
- P. G. Wodehouse, Portrait of a Disciplinarian. In: Meet Mr Mulliner, New York: Doubleday, 1927
- P. G. Wodehouse, Ritratto di una disciplinatrice. In: Mister Mulliner: romanzo umoristico inglese; traduzione di Alberto Tedeschi, Milano: Monanni, 1931, Coll. Nuovissima collezione letteraria n. 51
- P. G. Wodehouse, Ritratto di una disciplinatrice. In:  Mister Mulliner: romanzo umoristico inglese; traduzione di Alberto Tedeschi, Milano: Bietti, 1933